# Haploperla
Haploperla is een geslacht van steenvliegen uit de familie groene steenvliegen (Chloroperlidae). De wetenschappelijke naam van het geslacht is voor het eerst geldig gepubliceerd in 1934 door Navás.

## Soorten
Haploperla omvat de volgende soorten:
- Haploperla brevis (Banks, 1895)
- Haploperla chilnualna (Ricker, 1952)
- Haploperla chukcho (Surdick & Stark, 1980)
- Haploperla fleeki Kondratieff, Kirchner & Lenat, 2005
- Haploperla japonica Kohno, 1946
- Haploperla lepnevae Zhiltzova & Zwick, 1971
- Haploperla longicauda Zwick, 1977
- Haploperla maritima Zhiltzova & Levanidova, 1978
- Haploperla orpha (Frison, 1937)
- Haploperla parkeri Kirchner & Kondratieff, 2005
- Haploperla ussurica Navás, 1934
- Haploperla valentinae Stark & Sivec, 2009
- Haploperla zwicki Stark & Sivec, 2008